# Verein für Leibesübungen von 1899 2010-2011
Questa voce raccoglie le informazioni riguardanti il  Verein für Leibesübungen von 1899 Osnabrück  nelle competizioni ufficiali della stagione calcistica 2010-2011.

## Stagione
Nella stagione 2010-2011 l'Osnabrück, allenato da Uwe Fuchs, concluse il campionato di 2. Bundesliga al 16º posto, perse i play-out con la Dinamo Dresda e retrocesse in 3. Liga. In Coppa di Germania l'Osnabrück fu eliminato al primo turno dal Kaiserslautern.

## Rosa
| N. |                       | Ruolo | Calciatore           |
| -- | --------------------- | ----- | -------------------- |
| 1  | Germania (bandiera)   | P     | Tino Berbig          |
| 33 | Germania (bandiera)   | P     | Manuel Riemann       |
| 35 | Germania (bandiera)   | P     | Nils Zumbeel         |
| 24 | Italia (bandiera)     | D     | Angelo Barletta      |
| 25 | Kazakistan (bandiera) | D     | Konstantin Engel     |
| 5  | Germania (bandiera)   | D     | Benjamin Gorka       |
| 2  | Germania (bandiera)   | D     | Patrick Herrmann     |
| 20 | Germania (bandiera)   | D     | Jan Mauersberger     |
| 4  | Germania (bandiera)   | D     | Tobias Nickenig      |
| 13 | Germania (bandiera)   | D     | Alexander Schnetzler |
| 27 | Germania (bandiera)   | D     | Kevin Schöneberg     |
| 23 | Germania (bandiera)   | D     | Oliver Stang         |
| 3  | Germania (bandiera)   | D     | Jan Tauer            |
| 16 | Germania (bandiera)   | D     | Robin Twyrdy         |
| 34 | Danimarca (bandiera)  | C     | Kristoffer Andersen  |

| N. |                       | Ruolo | Calciatore          |
| -- | --------------------- | ----- | ------------------- |
| 6  | Germania (bandiera)   | C     | Alexander Dercho    |
| 30 | Germania (bandiera)   | C     | Niels Hansen        |
| 21 | Germania (bandiera)   | C     | Matthias Heidrich   |
| 26 | Germania (bandiera)   | C     | Daniel Latkowski    |
| 11 | Belgio (bandiera)     | C     | Michael Lejan       |
| 10 | Germania (bandiera)   | C     | Björn Lindemann     |
| 14 | Germania (bandiera)   | C     | Benjamin Siegert    |
| 18 | Polonia (bandiera)    | C     | Sebastian Tyrała    |
| 9  | Germania (bandiera)   | A     | Nicky Adler         |
| 8  | Slovacchia (bandiera) | A     | Henrich Benčík      |
| 22 | Senegal (bandiera)    | A     | Momo Diabang        |
| 19 | Norvegia (bandiera)   | A     | Flamur Kastrati     |
| 15 | Germania (bandiera)   | A     | Aleksandar Kotuljac |
| 17 | Austria (bandiera)    | A     | Christian Pauli     |
| 7  | Germania (bandiera)   | A     | Dennis Schmidt      |

## Organigramma societario
Area tecnica
- Allenatore: Uwe Fuchs
- Allenatore in seconda: Joe Enochs, Alexander Ukrow
- Preparatore dei portieri: Rolf Meyer
- Preparatori atletici:

## Risultati

### 2. Bundesliga

#### Girone di andata
| Arbitro: | Dingert |

|                     |           |                               |
| Heidrich 28’ (rig.) | Marcatori | 23’ Grlić 65’ Koch 90’ Trojan |

| Arbitro: | Fischer |

|                                  |           |            |
| Rakić 11’, 35’ (rig.) Ludwig 79’ | Marcatori | 28’ Hansen |

| Arbitro: | Stieler |

|                                    |           |                       |
| Heidrich 49’ Adler 52’ Siegert 82’ | Marcatori | 61’ Hensel 67’ Paulus |

| Arbitro: | Welz |

|                    |           |                       |
| Thurk 8’ Oehrl 87’ | Marcatori | 61’ Hansen 65’ Tyrała |

| Arbitro: | Hartmann |

|                                               |           |              |
| Heidrich 18’ Stang 39’ Adler 74’ Andersen 90’ | Marcatori | 28’ Kohlmann |

| Arbitro: | Schalk |

|           |           |  |
| König 75’ | Marcatori |  |

| Arbitro: | Zwayer |

|                          |           |                                         |
| Heidrich 21’ Schmidt 74’ | Marcatori | 3’ Zoundi 11’ (rig.) Langeneke 33’ Fink |

| Arbitro: | Kircher |

|                                         |           |  |
| Onuegbu 6’ Aleksić 45’ Stang 60’ (aut.) | Marcatori |  |

| Arbitro: | Ittrich |

|                          |           |  |
| Schnetzler 24’ Adler 66’ | Marcatori |  |

| Arbitro: | Bandurski |

|                          |           |               |
| Auer 14’ Feisthammel 90’ | Marcatori | 58’ Lindemann |

| Osnabrück 8 novembre 2010, ore 20:15 CET 11ª giornata | Osnabrück  | 0 – 0 referto | Karlsruhe | Osnatel Arena (12 400 spett.)\| Arbitro: \| Wingenbach \| |
| Arbitro:                                              | Wingenbach |               |           |                                                           |

| Arbitro: | Drees |

|                                       |           |           |
| Nickenig 45’ (aut.) Hansen 88’ (aut.) | Marcatori | 35’ Adler |

| Arbitro: | Stark |

|                       |           |  |
| Diabang 25’ Adler 76’ | Marcatori |  |

| Arbitro: | Dingert |

|                                             |           |                      |
| N'Diaye 4’ Fillinger 9’ Wunderlich 31’, 41’ | Marcatori | 83’ (rig.) Lindemann |

| Arbitro: | Seemann |

|                                |           |                     |
| Adler 59’ Lindemann 75’ (rig.) | Marcatori | 61’ Brandy 76’ Mohr |

| Arbitro: | Aytekin |

|                     |           |            |
| Sağlık 68’ Jong 72’ | Marcatori | 18’ Hansen |

| Arbitro: | Fischer |

|                          |           |               |
| Lindemann 65’ Benčík 73’ | Marcatori | 40’ Metzelder |

#### Girone di ritorno
| Arbitro: | Stark |

|                                               |           |              |
| Trojan 5’ Maierhofer 50’ Yılmaz 57’ Şahan 84’ | Marcatori | 30’ Kastrati |

| Arbitro: | Kinhöfer |

|  |           |             |
|  | Marcatori | 55’ Volland |

| Arbitro: | Winkmann |

|  |           |             |
|  | Marcatori | 90’ Schmidt |

| Arbitro: | Dingert |

|  |           |                                 |
|  | Marcatori | 37’ Callsen-Bracker 48’ de Jong |

| Arbitro: | Schalk |

|                            |           |                                   |
| Stuff 62’ Kolk 63’ Ede 72’ | Marcatori | 33’ Nickenig 49’ Tyrała 78’ Adler |

| Arbitro: | Gagelmann |

|                                |           |           |
| Kastrati 10’, 14’ Andersen 69’ | Marcatori | 19’ König |

| Arbitro: | Hartmann |

|                 |           |              |
| Rösler 24’, 89’ | Marcatori | 77’ Kotuljac |

| Arbitro: | Gräfe |

|  |           |                        |
|  | Marcatori | 1’ Sararer 88’ Pektürk |

| Arbitro: | Seemann |

|                                   |           |  |
| Petersen 56’ (rig.) Hünemeier 60’ | Marcatori |  |

| Arbitro: | Zwayer |

|                   |           |                                        |
| Stehle 46’ (aut.) | Marcatori | 49’ Demai 58’ (rig.) Arslan 89’ Uludağ |

| Arbitro: | Stieler |

|                            |           |                           |
| Chrisantus 5’ Langkamp 90’ | Marcatori | 33’ Kastrati 84’ Andersen |

| Osnabrück 8 aprile 2011, ore 18:00 CEST 29ª giornata | Osnabrück | 0 – 0 referto | Arminia Bielefeld | Osnatel Arena (16 200 spett.)\| Arbitro: \| Bandurski \| |
| Arbitro:                                             | Bandurski |               |                   |                                                          |

| Arbitro: | Hartmann |

|                                 |           |  |
| Lasogga 37’, 56’ Ramos 41’, 89’ | Marcatori |  |

| Arbitro: | Leicher |

|                   |           |             |
| Tyrała 38’ (rig.) | Marcatori | 5’ Schlicke |

| Arbitro: | Wingenbach |

|            |           |  |
| Brandy 78’ | Marcatori |  |

| Arbitro: | Schößling |

|           |           |                                      |
| Pauli 82’ | Marcatori | 22’ Federico 90’ Maltritz 90’ Sağlık |

| Arbitro: | Welz |

|  |           |            |
|  | Marcatori | 35’ Tyrała |

#### Spareggio promozione-retrocessione
| Arbitro: | Gräfe |

|          |           |                       |
| Koch 76’ | Marcatori | 66’ (aut.) Jungnickel |

| Arbitro: | Kinhöfer |

|                  |           |                                |
| Mauersberger 45’ | Marcatori | 61’ Fiél 94’ Schahin 119’ Koch |

### Coppa di Germania
| Arbitro: | Kinhöfer |

|                           |           |                             |
| Tyrała 20’ Lindemann 115’ | Marcatori | 90’ Lakić 106’, 111’ Hoffer |

## Statistiche

### Statistiche di squadra
| Competizione                       | Punti | In casa | In casa | In casa | In casa | In casa | In casa | In trasferta | In trasferta | In trasferta | In trasferta | In trasferta | In trasferta | Totale | Totale | Totale | Totale | Totale | Totale | DR  |
| Competizione                       | Punti | G       | V       | N       | P       | Gf      | Gs      | G            | V            | N            | P            | Gf           | Gs           | G      | V      | N      | P      | Gf     | Gs     | DR  |
| ---------------------------------- | ----- | ------- | ------- | ------- | ------- | ------- | ------- | ------------ | ------------ | ------------ | ------------ | ------------ | ------------ | ------ | ------ | ------ | ------ | ------ | ------ | --- |
| 2. Bundesliga                      | 31    | 17      | 6       | 4       | 7       | 24      | 25      | 17           | 2            | 3            | 12           | 16           | 37           | 34     | 8      | 7      | 19     | 40     | 62     | -22 |
| Spareggio promozione-retrocessione | -     | 1       | 0       | 0       | 1       | 1       | 3       | 1            | 0            | 1            | 0            | 1            | 1            | 2      | 0      | 1      | 1      | 2      | 4      | -2  |
| Coppa di Germania                  | -     | 1       | 0       | 0       | 1       | 2       | 3       | 0            | 0            | 0            | 0            | 0            | 0            | 1      | 0      | 0      | 1      | 2      | 3      | -1  |
| Totale                             | -     | 19      | 6       | 4       | 9       | 27      | 31      | 18           | 2            | 4            | 12           | 17           | 38           | 37     | 8      | 8      | 21     | 44     | 69     | -25 |

### Andamento in campionato
| Giornata  | 1  | 2  | 3  | 4  | 5 | 6  | 7  | 8  | 9  | 10 | 11 | 12 | 13 | 14 | 15 | 16 | 17 | 18 | 19 | 20 | 21 | 22 | 23 | 24 | 25 | 26 | 27 | 28 | 29 | 30 | 31 | 32 | 33 | 34 |
| --------- | -- | -- | -- | -- | - | -- | -- | -- | -- | -- | -- | -- | -- | -- | -- | -- | -- | -- | -- | -- | -- | -- | -- | -- | -- | -- | -- | -- | -- | -- | -- | -- | -- | -- |
| Luogo     | C  | T  | C  | T  | C | T  | C  | T  | C  | T  | C  | T  | C  | T  | C  | T  | C  | T  | C  | T  | C  | T  | C  | T  | C  | T  | C  | T  | C  | T  | C  | T  | C  | T  |
| Risultato | P  | P  | V  | N  | V | P  | P  | P  | V  | P  | N  | P  | V  | P  | N  | P  | V  | P  | P  | V  | P  | N  | V  | P  | P  | P  | P  | N  | N  | P  | N  | P  | P  | V  |
| Posizione | 13 | 16 | 12 | 11 | 8 | 12 | 14 | 14 | 13 | 13 | 14 | 15 | 14 | 15 | 14 | 16 | 14 | 14 | 14 | 14 | 14 | 14 | 14 | 14 | 14 | 16 | 16 | 16 | 16 | 16 | 16 | 16 | 16 | 16 |

Legenda:

Luogo: C = Casa; T = Trasferta. Risultato: V = Vittoria; N = Pareggio; P = Sconfitta.

### Statistiche dei giocatori
| Giocatore       | 2. Bundesliga | 2. Bundesliga | 2. Bundesliga | 2. Bundesliga | Spareggio promozione-retrocessione | Spareggio promozione-retrocessione | Spareggio promozione-retrocessione | Spareggio promozione-retrocessione | Coppa di Germania | Coppa di Germania | Coppa di Germania | Coppa di Germania | Totale   | Totale | Totale      | Totale     |
| Giocatore       | Presenze      | Reti          | Ammonizioni   | Espulsioni    | Presenze                           | Reti                               | Ammonizioni                        | Espulsioni                         | Presenze          | Reti              | Ammonizioni       | Espulsioni        | Presenze | Reti   | Ammonizioni | Espulsioni |
| --------------- | ------------- | ------------- | ------------- | ------------- | ---------------------------------- | ---------------------------------- | ---------------------------------- | ---------------------------------- | ----------------- | ----------------- | ----------------- | ----------------- | -------- | ------ | ----------- | ---------- |
| T. Berbig       | 34            | 0             | 0             | 0             | 2                                  | 0                                  | 0                                  | 0                                  | 1                 | 0                 | 0                 | 0                 | 37       | 0      | 0           | 0          |
| M. Riemann      | -             | -             | -             | -             | -                                  | -                                  | -                                  | -                                  | -                 | -                 | -                 | -                 | -        | -      | -           | -          |
| N. Zumbeel      | -             | -             | -             | -             | -                                  | -                                  | -                                  | -                                  | -                 | -                 | -                 | -                 | -        | -      | -           | -          |
| A. Barletta     | 18            | 0             | 2             | 0             | -                                  | -                                  | -                                  | -                                  | 1                 | 0                 | 0                 | 0                 | 19       | 0      | 2           | 0          |
| K. Engel        | 23            | 0             | 6             | 1             | 2                                  | 0                                  | 1                                  | 0                                  | -                 | -                 | -                 | -                 | 25       | 0      | 7           | 1          |
| B. Gorka        | 5             | 0             | 0             | 0             | -                                  | -                                  | -                                  | -                                  | 1                 | 0                 | 0                 | 0                 | 6        | 0      | 0           | 0          |
| P. Herrmann     | -             | -             | -             | -             | -                                  | -                                  | -                                  | -                                  | -                 | -                 | -                 | -                 | -        | -      | -           | -          |
| J. Mauersberger | 16            | 0             | 3             | 0             | 2                                  | 1                                  | 1                                  | 0                                  | -                 | -                 | -                 | -                 | 18       | 1      | 4           | 0          |
| T. Nickenig     | 17            | 1             | 4             | 1             | 2                                  | 0                                  | 0                                  | 0                                  | 1                 | 0                 | 1                 | 0                 | 20       | 1      | 5           | 1          |
| A. Schnetzler   | 21            | 1             | 3             | 0             | 2                                  | 0                                  | 0                                  | 0                                  | 1                 | 0                 | 1                 | 0                 | 24       | 1      | 4           | 0          |
| K. Schöneberg   | 8             | 0             | 1             | 0             | -                                  | -                                  | -                                  | -                                  | -                 | -                 | -                 | -                 | 8        | 0      | 1           | 0          |
| O. Stang        | 24            | 1             | 0             | 0             | -                                  | -                                  | -                                  | -                                  | -                 | -                 | -                 | -                 | 24       | 1      | 0           | 0          |
| J. Tauer        | 18            | 0             | 5             | 0             | 2                                  | 0                                  | 1                                  | 0                                  | -                 | -                 | -                 | -                 | 20       | 0      | 6           | 0          |
| R. Twyrdy       | -             | -             | -             | -             | -                                  | -                                  | -                                  | -                                  | -                 | -                 | -                 | -                 | -        | -      | -           | -          |
| K. Andersen     | 24            | 3             | 2             | 0             | 2                                  | 0                                  | 2                                  | 0                                  | -                 | -                 | -                 | -                 | 26       | 3      | 4           | 0          |
| A. Dercho       | 19            | 0             | 0             | 1             | 2                                  | 0                                  | 0                                  | 0                                  | 1                 | 0                 | 0                 | 0                 | 22       | 0      | 0           | 1          |
| N. Hansen       | 25            | 3             | 2             | 0             | 2                                  | 0                                  | 0                                  | 0                                  | -                 | -                 | -                 | -                 | 27       | 3      | 2           | 0          |
| M. Heidrich     | 20            | 4             | 1             | 1             | 1                                  | 0                                  | 0                                  | 0                                  | 1                 | 0                 | 0                 | 0                 | 22       | 4      | 1           | 1          |
| D. Latkowski    | -             | -             | -             | -             | -                                  | -                                  | -                                  | -                                  | -                 | -                 | -                 | -                 | -        | -      | -           | -          |
| M. Lejan        | 18            | 0             | 2             | 0             | -                                  | -                                  | -                                  | -                                  | 1                 | 0                 | 0                 | 0                 | 19       | 0      | 2           | 0          |
| B. Lindemann    | 24            | 4             | 4             | 0             | -                                  | -                                  | -                                  | -                                  | 1                 | 1                 | 0                 | 0                 | 25       | 5      | 4           | 0          |
| B. Siegert      | 28            | 1             | 4             | 1             | 1                                  | 0                                  | 1                                  | 0                                  | 1                 | 0                 | 0                 | 0                 | 30       | 1      | 5           | 1          |
| S. Tyrała       | 31            | 4             | 6             | 0             | 2                                  | 0                                  | 1                                  | 0                                  | 1                 | 1                 | 1                 | 0                 | 34       | 5      | 8           | 0          |
| N. Adler        | 31            | 7             | 2             | 0             | 1                                  | 0                                  | 0                                  | 0                                  | 1                 | 0                 | 0                 | 0                 | 33       | 7      | 2           | 0          |
| H. Benčík       | 9             | 1             | 1             | 0             | -                                  | -                                  | -                                  | -                                  | -                 | -                 | -                 | -                 | 9        | 1      | 1           | 0          |
| M. Diabang      | 12            | 1             | 1             | 0             | -                                  | -                                  | -                                  | -                                  | 1                 | 0                 | 0                 | 0                 | 13       | 1      | 1           | 0          |
| F. Kastrati     | 16            | 4             | 2             | 0             | 2                                  | 0                                  | 0                                  | 0                                  | -                 | -                 | -                 | -                 | 18       | 4      | 2           | 0          |
| A. Kotuljac     | 10            | 1             | 0             | 0             | -                                  | -                                  | -                                  | -                                  | 1                 | 0                 | 0                 | 0                 | 11       | 1      | 0           | 0          |
| C. Pauli        | 5             | 1             | 0             | 0             | 1                                  | 0                                  | 0                                  | 0                                  | -                 | -                 | -                 | -                 | 6        | 1      | 0           | 0          |
| D. Schmidt      | 17            | 2             | 1             | 0             | 2                                  | 0                                  | 0                                  | 0                                  | -                 | -                 | -                 | -                 | 19       | 2      | 1           | 0          |